# Kgagodi
Kgagodi è un villaggio del Botswana situato nel distretto Centrale, sottodistretto di Serowe Palapye. Il villaggio, secondo il censimento del 2011, conta 1.756 abitanti.

## Località
Nel territorio del villaggio sono presenti le seguenti 15 località:
- Kobalebakami di 1 abitante,
- Makuting,
- Maratele di 10 abitanti,
- Mmabanyana di 2 abitanti,
- Mmuomohibidu di 3 abitanti,
- Moebote di 31 abitanti,
- Mohibidu di 2 abitanti,
- Molaodi,
- Monageng di 2 abitanti,
- Rasegojwa di 1 abitante,
- Senthana di 4 abitanti,
- Senthane di 2 abitanti,
- Serule di 57 abitanti,
- Sesajwe di 14 abitanti,
- Tlhagasanong di 8 abitanti